# Canton d'Arreau
Le canton d'Arreau est un ancien canton français situé en France dans le département des Hautes-Pyrénées. 

## Géographie
Le canton s'étendait sur la partie inférieure de la Vallée d'Aure (parcouru par la Neste d'Aure). 
Il culminait dans le massif de l'Arbizon à 2 831 m.

### Cantons limitrophes
| Campan              | La Barthe-de-Neste | Saint-Laurent-de-Neste |
| Bagnères-de-Bigorre | Canton d'Arreau    | Mauléon-Barousse       |
|                     | Vielle-Aure        | Bordères-Louron        |

## Composition
Le canton  rassemblait les 19 communes suivantes :
| Nom                | Code Insee | Intercommunalité      | Superficie (km2) | Population (dernière pop. légale) | Densité (hab./km2) |
| ------------------ | ---------- | --------------------- | ---------------- | --------------------------------- | ------------------ |
| Arreau (chef-lieu) | 65031      | CC Aure Louron        | 11,07            | 798 (2014)                        | 72                 |
| Ancizan            | 65006      | CC Aure Louron        | 39,97            | 281 (2014)                        | 7                  |
| Ardengost          | 65023      | CC Aure Louron        | 5,82             | 11 (2014)                         | 1,9                |
| Aspin-Aure         | 65039      | CC Aure Louron        | 12,27            | 53 (2014)                         | 4,3                |
| Aulon              | 65046      | CC Aure Louron        | 28,84            | 83 (2014)                         | 2,9                |
| Barrancoueu        | 65066      | CC Aure Louron        | 3,80             | 33 (2014)                         | 8,7                |
| Bazus-Aure         | 65075      | CC Aure Louron        | 1,95             | 132 (2014)                        | 68                 |
| Beyrède-Jumet      | 65092      | CC Aure Louron        | 15,90            | 192 (2014)                        | 12                 |
| Cadéac             | 65116      | CC Aure Louron        | 6,15             | 308 (2014)                        | 50                 |
| Camous             | 65122      | CC des Véziaux d'Aure | 3,29             | 24 (2014)                         | 7,3                |
| Fréchet-Aure       | 65180      | CC Aure Louron        | 3,40             | 12 (2014)                         | 3,5                |
| Gouaux             | 65205      | CC Aure Louron        | 6,02             | 70 (2014)                         | 12                 |
| Grézian            | 65209      | CC Aure Louron        | 1,98             | 91 (2014)                         | 46                 |
| Guchen             | 65212      | CC Aure Louron        | 5,55             | 367 (2014)                        | 66                 |
| Ilhet              | 65228      | CC Aure Louron        | 8,02             | 122 (2014)                        | 15                 |
| Jézeau             | 65234      | CC Aure Louron        | 12,20            | 102 (2014)                        | 8,4                |
| Lançon             | 65255      | CC Aure Louron        | 2,80             | 36 (2014)                         | 13                 |
| Pailhac            | 65354      | CC Aure Louron        | 0,99             | 66 (2014)                         | 67                 |
| Sarrancolin        | 65408      | CC Aure Louron        | 32,10            | 577 (2014)                        | 18                 |

## Représentation

### Conseillers généraux de 1833 à 2015
| Période | Période          | Identité                    | Étiquette                  | Qualité |
| ------- | ---------------- | --------------------------- | -------------------------- | --- |
| 1833    | 1839             | Thomas Féraud (1770-1840)   | Majorité constitutionnelle | Propriétaire à Arreau |
| 1839    | 1848             | Jean-Pierre Gertoux         |                            | Négociant, filateur, exploitant forestier Propriétaire à Guchen                                                              |
| 1848    | 1851 (décès)     | Alphonse Pic (1821-1851)    | Républicain démocrate      | Procureur de la République à Tarbes                                                                                          |
| 1851    | 1852             | Eugène de Goulard           | Monarchiste                | Avocat, député (1845-1848, 1871-) Propriétaire du château de Luscan (Haute-Garonne)                                          |
| 1852    | 1855             | Calixte Gertoux (1821-1860) | Orléaniste                 | Magistrat |
| 1855    | 1859 (décès)     | Jacques Coma (1799-1859)    | Bonapartiste               | Propriétaire, percepteur à Arreau                                                                                            |
| 1860    | 1866 (démission) | Adolphe-Ernest Fould        | Majorité dynastique        | Banquier, secrétaire général au Ministère des Finances Député (1863-1870)                                                    |
| 1867    | 1870             | Alexandre Rolland           |                            | Notaire, maire d'Arreau |
| 1870    | 1871             | Eugène Pic (frère d'A.Pic)  |                            | Négociant, juge de paix, maire d'Arreau                                                                                      |
| 1871    | 1874             | Eugène de Goulard           | Républicain rallié         | Ministre plénipotentiaire Président du Conseil Général Ministre (1872-1873)                                                  |
| 1874    | 1880             | Ébons Duffourc              | Républicain                | Chef d'institution scolaire à Arreau Juge de paix du canton de Bordères-Louron                                               |
| 1880    | 1890 (décès)     | Louis Tappie                | Républicain                | Avocat au barreau de Bagnères-de-Bigorre puis magistrat (Procureur général à Nimes) Président du Conseil Général (1883-1890) |
| 1891    | 1892 (décès)     | Amand Deffis                | Républicain                | Général en retraite, Sénateur (1882-1892)                                                                                    |
| 1893    | 1894 (démission) | Henry Fourcade              | Républicain                | Banquier et industriel |
| 1894    | 1918 (décès)     | Félix Ribes                 | Républicain modéré         | Médecin - Maire de Guchen (1878-1914), conseiller d'arrondissement                                                           |
| 1919    | 1927 (décès)     | Charles Lenoir              | Rad.                       | Ingénieur, directeur des mines de manganèse (Vallée du Louron) Maire d'Arreau (1908-1927)                                    |
| 1928    | 1944             | Pierre-Raymond Mouniq       | URD                        | Médecin Maire d'Arreau (1935-1944) Nommé conseiller départemental en 1943                                                    |
|         |                  |                             |                            | |
| 1945    | 1973             | Jean Rolland                | Rad. puis MRG              | Médecin à Arreau, ancien conseiller d'arrondissement                                                                         |
| 1973    | 1979             | Didier Perpère              | DVG puis PS                | Chirurgien-dentiste Maire-adjoint d'Arreau (1965-1971)                                                                       |
| 1979    | 1992             | Joseph Campo                | PS                         | Instituteur Conseiller municipal d'Arreau puis Maire de Fréchet-Aure                                                         |
| 1992    | 2011             | Robert Marquié              | PS                         | Médecin Maire de Sarrancolin                                                                                                 |
| 2011    | 2015             | Jean-Louis Anglade          | app. PRG                   | Ancien cadre Maire de Cadéac Président de la Communauté de Communes des Quatre Véziaux                                       |

sources : Les conseillers généraux des Hautes-Pyrénées 1800-2007, dictionnaire biographique, Archives départementales de Tarbes

### Conseillers d'arrondissement (de 1833 à 1940)
| Période                                  | Période      | Identité                   | Étiquette                | Qualité |
| ---------------------------------------- | ------------ | -------------------------- | ------------------------ | --- |
| 1833                                     | 1836         | Jean Marie Rolland         |                          | Avocat, maire d'Arreau                                                                                      |
| 1836                                     | 1848         | Louis Olive                |                          | Négociant, maire de Guchen                                                                                  |
|                                          |              |                            |                          | |
| 1889                                     | 1894         | Félix Ribes                | Républicain              | Maire de Guchen, suppléant du juge de paix                                                                  |
| 1895                                     |              | Louis Brau                 | Républicain progressiste | Maire d'Ancizan, juge de paix à Lannemezan                                                                  |
|                                          |              |                            |                          | |
| 1925                                     | 1936 (décès) | Bernard Bacqué (1864-1936) | Rad.                     | Maire de Grézian                                                                                            |
| 1936                                     | 1939         | Jean Rolland               | Rad.                     | Médecin à Arreau                                                                                            |
| Avril 1939                               | 1940         | Hippolyte Saliou           | Rad.                     | Avocat au barreau de Tarbes                                                                                 |
| 1940                                     |              |                            |                          | Les conseils d'arrondissement ont été suspendus par la loi du 12 octobre 1940 et n'ont jamais été réactivés |
| Les données manquantes sont à compléter. |              |                            |                          | |